# Philippe Rozier
Philippe Rozier (Melun, 5 febbraio 1963) è un cavaliere francese.
È figlio di Marcel Rozier e fratello di Thierry Rozier.

## Palmarès

### Olimpiadi
- 1 medaglia:
  - 1 oro (Rio de Janeiro 2016 nei salto ostacoli a squadre)

### Europei
- 1 medaglia:
  - 1 argento (L'Aia 1994 nel salto ostacoli a squadre)